# (74414) 1999 AN9
1999 أي أن 9 (ويعرف أيضًا باسم (74414) 1999 أي أن 9 وفق تسمية الكوكب الصغير) (بالإنجليزية: 1999 AN9)‏؛ هو كويكب ضمن حزام الكويكبات.
اكتُشف هذا الجُرم الفلكي بواسطة برنامج شميدت للكويكبات في بكين في 10 يناير 1999، وترتيبه 74414 من حيث الاكتشاف.

## الوصف
اكتُشف 744141999AN في 10 يناير 1999 في محطة شينغلونغ، الواقع في جبال يان، مقاطعة خبي في الصين، بواسطة برنامج شميدت للكويكبات في بكين. وقد رصد المشروع 1,118 مشاهدة للكويكب إلى غاية 8 يوليو 2021 بتوقيت منطقة المحيط الهادئ، أي في مدة قدرها 10,018 يومًا (27.4 عام). تستغرق الفترة المدارية للكويكب 1,900 يومًا (5.2 عام).

## الخصائص المدارية
يتميز مدار هذا الكويكب بنصف محور رئيسي يبلغ 3.01 وحدة فلكية، وحضيض قدره 2.65 وحدة فلكية، وانحراف قدره 0.12 وزاوية ميلان 15.1 درجة بالنسبة لمسار الشمس. بسبب هذه الخصائص، أي نصف المحور الرئيسي بين 2 و3.2 وحدة فلكية وحضيض أكبر من 1,666 وحدة فلكية، يُصنف هذا الجُرم الفلكي وفقًا لقاعدة بيانات مختبر الدفع النفاث لأجرام النظام الشمسي الصغيرة كائنًا من حزام الكويكبات الرئيسي.

## الخصائص الفيزيائية
يُقدر القدر المطلق (H) لـ744141999AN بـ14.54 ووضاءته بـ0.165، مما يمكِّن تقدير قطره بـ 5.186كم. استُخلصت هذه النتائج بفضل ملاحظات مستكشف الأشعة تحت الحمراء عريض المجال (WISE)، وهو مرصد فضائي أمريكي وُضع في المدار في عام 2009 ويراقب السماء بأكملها بالأشعة تحت الحمراء، في عام 2011، نُشرت النتائج الأولى المتعلقة بالكويكبات من الحزام الرئيسي.

## وصلات خارجية
- (74414) 1999 AN9 في قاعدة بيانات مختبر الدفع النفاث لأجرام النظام الشمسي الصغيرة

- الاكتشاف · مخطط المدار ·  العناصر المدارية · المعلمات المادية

- (74414) 1999 AN9 على موقع ويكي سكاي: DSS2, SDSS, GALEX, IRAS, Hydrogen α, X-Ray, Astrophoto, Sky Map, Articles and images